# Freaknik
Freaknik est le nom d'une réunion annuelle durant la semaine de relâche (spring break) qui avait lieu à Atlanta (Géorgie, États-Unis) de 1982 à 1999, durant le troisième week-end d'avril.  
Composée principalement d'étudiants issus des universités traditionnellement noires, et originellement associé à un pique-nique près du centre universitaire d'Atlanta (en) coïncidant avec la journée de la lecture des écoles du centre universitaire d'Atlanta, l'événement prit de l'importance au début des années 1990 mais fut peu à peu freiné par des contrôles de police. 
L'événement cessa en 1999 à la suite de trop nombreux problèmes engendrés par un encadrement des forces de l'ordre beaucoup trop répressif voire coercitif aux yeux des organisations étudiantes.
Étape importante dans la construction de la culture afro-américaine étudiante des années Bill Clinton, la Freaknik fut le lieu d'expression de toute une génération de musiciens issus du courant rap East Coast, hip-hop et des cultures urbaines américaines. 
Too $hort, André 3000, MF Doom, Lil' Kim, Dogg Pound ou encore August Alsina y font référence dans leurs textes.